# Charles-Frédéric-Adolphe Bertrand
Pour l’article homonyme, voir Bertrand.
Charles-Frédéric-Adolphe Bertrand (11 janvier 1824-2 avril 1896) est un marchand et homme politique fédéral du Québec.

## Biographie
Né à L'Isle-Verte dans le Bas-Canada, il étudia au Petit Séminaire de Québec. En 1850, son père Louis Bertrand, alors seigneur de l'Île-Verte, lui donna le contrôle de la seigneurie. Il devint propriétaires de nombreux moulins, d'une usine produisant du matériel agricole et de quatre goélettes. Il servit aussi comme maire de l'Isle-Verte en 1859 et de 1881 à 1885. Enfin, il fut aussi directeur du chemin de fer Témiscouata.
Élu député du Parti conservateur dans la circonscription de Témiscouata en 1867, il fut défait en 1872.